# Virton
Virton (en gaumais Vierton) és un municipi belga de la província de Luxemburg a la regió valona. És la capital de la regió de la Gaume (Lorena Belga). Comprèn les localitats de Belmont, Bleid, Chenois, Èthe, Gomery, Grandcourt, Latour, Ruette, Saint-Mard, Saint-Remy